# Listă de regizori de film - X
|  | Liste alfabetice de regizori de film A - B - C - D - E - F - G - H - I - J - K - L - M - N - O - P - Q - R - S - T - U - V - W - X - Y - Z |

| - Xie, Jin | - Henri Xhonneux (1945 - 1995) |

### Vedeți și
- Listă de actori - X
- Listă de actrițe - X